# ヘタウマ
ヘタウマ（下手上手、ヘタうま、下手巧とも）とは、創作活動（なかんずくサブカルチャー）において技巧の稚拙さ（つまり「ヘタ」）が、かえって個性や味（つまり「ウマい」）となっている様を指す言葉。技術が下手で美術的センスもないが、感覚がうまい、つまり技巧的には下手であるが人を惹きつけて止まない魅力があるものを指す。ただし、稚拙さを修業不足ととるか、計算や個性、あるいは味と捉えるかは、受け手の主観によるところが大きいため明確な定義は存在しない。そのためか「ヘタヘタ」という表現も存在する。

## 概要
物事には本来「ウマい」と「ヘタ」の相反する概念があり、上達するということはヘタな所からウマい所へ上ってゆくことで、二極の間には一筋の道が存在する。しかし、両者とは全く別の尺度である「オモシロい」という「第三極」が現れ、「オモシロい」物にメディアが注目すれば、大衆もこれに追随するという図式が成り立ってゆく。
その中で多少上手くなくとも面白ければ良い、つまり技巧にかかわらず何らかのかたちで琴線に触れる作品であれば受け入れられるという文化的基層の下に、「ヘタウマ」文化が芽生えていったといえる。

## 歴史
「ヘタウマ」と称される芸術思潮は他の芸術運動と異なり、明確な痕跡を残しておらず、誰が、いつ頃から、どういう必然性で、いかなる理論を基に生み出されたかは不分明である。むしろ「運動」というより「文化現象」と表現する方がふさわしく、確固たる理論を持たない内に広まったものと見られる。
しかし、イラストレーターの山藤章二の回想によると、1970年代初頭、「ヘタ」な作品を並べたあるイラストレーション展を見ていた折、知人のベテランイラストレーターと交わした以下の会話から「ヘタウマ」という言葉を初めて耳にしたという。
山藤はイラストレーション展における「ヘタ」な絵の生命力や親近感、包容力に圧倒されるあまり、これからの文化全般に関わるキーワードになると直感したとの感想を述べている。
1980年代に入ると、イラストレーターで漫画家の湯村輝彦が使い始め、当時の日本におけるイラストレーション界を席巻するに至った。嚆矢となったのは、コピーライターの糸井重里が原作を、湯村がイラストを手掛けた『情熱のペンギンごはん』（1976年4月号から雑誌『ガロ』に連載開始。書籍刊行は1980年）である。
イラストレーターのヘタウマ派は他に、河村要助、霜田恵美子らがいた。漫画家としてその後は、渡辺和博、蛭子能収、根本敬、みうらじゅん、しりあがり寿らがフォロワーとして牽引。特にしりあがりは横浜美術館や広島市現代美術館での展覧会や個展にてインスタレーション作品を発表しており、美術の領域にも活動の幅を広げている。
上記のイラストレーター、漫画家はいずれも商業的成功を収め（詳細は各人の記事を参照のこと）、一過性どころか現在に至るまで一介の文化現象として認知されている。
山藤は「ミスターヘタウマ」を東海林さだおとして、東海林がうまさを出すと読者との距離が離れてしまうために、出さないようにしていると述べている。

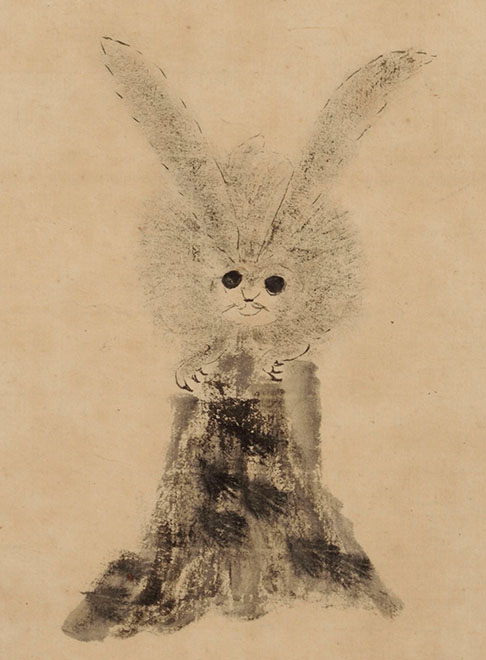
徳川家光『兎図』

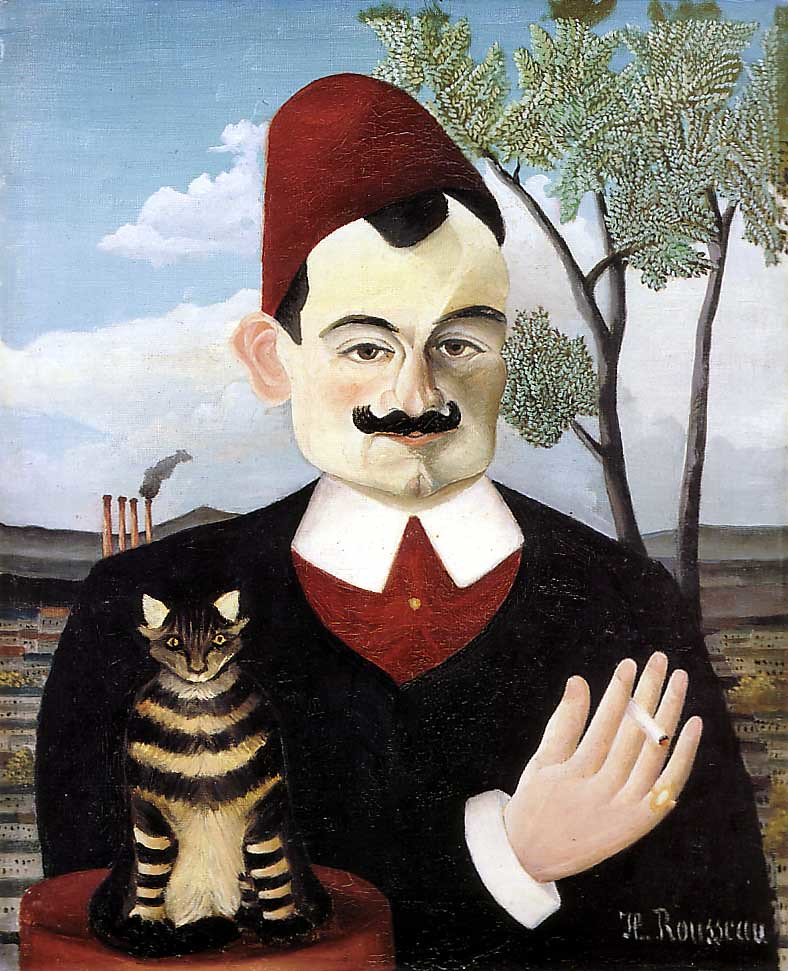
アンリ・ルソー『ムッシュXの肖像』／モデルはピエール・ロティ。1891-1910年間の作。

「ヘタウマ」という概念がすっかり定着した感のある21世紀初頭の日本において、2019年（平成31年）初頭には、美術館が公式の企画展覧会に「ヘタウマ」という用語を初めて大々的に採用した。府中市美術館（東京都府中市の市立美術館）の「へそまがり日本美術 ～禅画からヘタウマまで～」（開催期間：3月16日～5月12日）がそれである。この企画展は、中世日本の禅画（水墨画）から現代のヘタウマ漫画まで展望することを標榜したもので、職業絵師や絵師でない歴史的人物が描き残した珍妙なる絵の数々を紹介しており、その中には現代感覚でいうところの「ヘタウマ」に該当するであろう作品がいくつか含まれていた。とりわけ主催者が注目を促したのは江戸幕府第3代将軍・徳川家光が手ずから描いて諸大名に贈ったという『兎図（うさぎず）』（■左の画像参照）や『木兎図（つくず）』で、ゆるく可愛くも得体の知れない絵柄がじわじわと印象に残るものである。歴代徳川将軍の中で最も多くの大名家を改易した警戒すべき主君・家光から“公方様のありがたい御絵”を授かった大名の心中はどのようなものであったか。大事にしまい込まれて綺麗な保存状態で今日に伝わったのは、ある意味、当然のことであったかも知れない。
また、この企画展はアンリ・ルソーを「西洋絵画における、ヘタウマの元祖」に位置づけている（■右の画像参照）。正規の美術教育も先達の指導も受けなかったルソーの作風は、技術の拙さと卓越した芸術的センスが奇妙な化学反応を起こしたような独特の魅力があり、ほとんど全ての人々から「絵具箱をもらった6歳児が筆の代わりに指で描いたような絵だ」などと嘲笑されながら、ポール・ゴーギャンを始めとする同時代の先進的画家をして「どうにも素人に過ぎる絵だが、我々には描けない何かがある」「絵の将来像がここにある。これこそが絵である」などといった旨の高い評価を得てもいる。一つ例を挙げるなら、陰影の付け方は写実に程遠く酷く平面的で舞台美術に見られる書割（かきわり）のような趣があるが、このような画法一つ取っても、技術を基礎から押さえてプロになった同時代の画家達からは生まれ得ない表現であった。皮肉なことにルソー自身は画家として正統な評価を望んでいたが、生涯に亘って主流とは縁が無く、当時のほとんどの一般人と画家にとって「下手すぎて笑える画家」という惨憺たる低評価のままで終わった。未来に成立する「ヘタウマ」という概念がまだ気配すら無い当時では、どこまで行っても下手は下手でしかなく、ゴーギャンのような既成概念に囚われない一部の天才だけが真価に気づいていた。
なお、稚拙にも見える松田正平のような作風の画家を「ヘタウマ」あるいは「ヘタウマに通じる」と捉える人が散見されるが、それは、技巧を追求して行き着いた後、「子供のように無心で描く」という理想を追い求めて日々描き続け、それがゆえに一見すると稚拙と思えてしまう画法に到達した、そのような作風であって、「ヘタウマ」とは性質の全く異なるものである。屋外で描いていて通りかかった一般人に「私のまだ小さな子供もこういう絵を描きますよ」と言われた松田であったが、当人にとってそれは、なんの屈託もなく幼子のように無心で描けるようになったことを示す、何より嬉しい賛辞であった。

## 広告業界における「ヘタウマ」
「歴史」節で述べたように（cf. 該当箇所）、糸井重里は『情熱のペンギンごはん』の原作を手掛けているが、1980年代以降、西武百貨店などで優れたキャッチコピーを量産したことでも知られる。山藤章二によると、この時期、同百貨店で開かれた自身の展覧会のパーティー会場にて、1枚の広告パネルを持った糸井と邂逅。和服を着て、床の間に正座した映画監督のウディ・アレンが、「おいしい生活」と毛筆で書かれた長半紙を掲げるという写真であった。山藤にしてみれば、いかにも外国人が書いた風なヘタクソな字であったため、糸井に「ヘタだね」と正直な感想を漏らしたという。これに対して糸井は、「でしょ。でもこれがウマかったら面白くもなんともない、普通の広告写真になっちゃうんですよ。これが下手だから大衆の心に引っかかる」と、自身の戦略を述べたのである。